# Ihr erstes Rendezvous (1941)
 Ihr erstes Rendezvous  ist eine französische Filmkomödie des Regisseurs Henri Decoin, die am 14. August 1941 uraufgeführt wurde. 

## Handlung
Micheline, die Zögling eines Waisenhauses ist, möchte ihrem tristen Leben entkommen und die große Liebe finden. Sie geht daher auf eine Zeitungsannonce ein und korrespondiert mit ihrem unbekannten Gegenüber mehrere Wochen lang. Ihr gelingt die Flucht vor den Aufseherinnen, und sie findet sich zu ihrem ersten Rendezvous mit dem unbekannten Korrespondenzpartner ein, ist aber enttäuscht, als sie dort den bereits in den Fünfzigern stehenden Lehrer Nicolas vorfindet, der, obschon er Verfasser der Briefe an sie ist, ihre Enttäuschung bemerkend, angibt, lediglich für den wahren Urheber, einen gewissen Pierre, der in letzter Minute verhindert gewesen sei, gekommen zu sein. Da Micheline die Rückkehr ins Waisenhaus und damit die Überstellung in eine Besserungsanstalt fürchtet, geht sie auf Nicolas‘ Angebot ein, mit ihm zu kommen. Sie übernachtet in seinem Haus, das sich am nächsten Morgen als auf dem Gelände eines Knabeninternats stehend erweist. Bald darauf kommt Nicolas‘ Neffe Pierre zu Besuch. Nicolas schildert ihm insgeheim sein Problem mit der jungen Frau. Als Micheline auf Pierre trifft, glaubt sie, den Verfasser der Briefe vor sich zu haben und verliebt sich in ihn, wenig später auch erwidert Pierre diese Zuneigung, verschweigt aber den wahren Zusammenhang. Beide holen in einem auswärts gelegenen Gartenlokal ihr erstes Rendezvous nach. Doch dann kommt durch den eifersüchtigen Nicolas ans Licht, dass in Wirklichkeit er der Verfasser der Briefe war. Micheline fühlt sich verspottet und geht aus eigenen Stücken ins Waisenhaus zurück. Dort gelingt es allerdings Nicolas unter Mitwirkung seiner Schüler, Micheline zu adoptieren. Nicolas weist sodann Micheline auf eine neue Zeitungsannonce hin: Pierre hat inseriert, Micheline um Verzeihung gebeten und sie aufgefordert, zu ihm nach Brest zu kommen. Schon befindet sich Micheline, von ihren Freundinnen sowie von Nicolas und dessen Schülern verabschiedet, im Zug nach Brest, als am Nachbargleis von dort ein Zug einrollt, aus dem Pierre, der Micheline aus dem Waisenhaus befreien möchte, aussteigt. Rasch wird ihm auf dem Bahnsteig die Situation erklärt. Im letzten Augenblick gelingt es ihm, auf den Zug nach Brest aufzuspringen, Micheline und Pierre fahren somit gemeinsam ins Glück. 

## Hintergrund
Ihr erstes Rendezvous ist eine der Produktionen der Continental-Film, die im okkupierten Frankreich mit deutschem Kapital anspruchslose Unterhaltungsfilme für die französische Bevölkerung herstellen sollte. Der deutsche Produktionschef Alfred Greven interessierte sich indes für die Berliner Vorgaben wenig. Er gewann für seine Filme etliche der besten in Frankreich verbliebenen Filmschaffenden und produzierte Streifen von überwiegend hoher künstlerischer Qualität, die heute teilweise als Klassiker des französischen Kinos gelten. 

## Deutsche Synchronfassung
Der Film wurde noch während des Krieges deutsch synchronisiert und im Deutschen Reich sowohl in synchronisierter als auch originalsprachlicher Fassung zur Aufführung gebracht. Die deutsche Dialogregie führte Hans Conradi, das Dialogbuch stammte von Richard Busch. Erstaufführung der Synchronfassung, in der Danielle Darrieux den deutschen Gesang selbst vortrug, war am 20. März 1942. 
| Rolle                        | Schauspieler      | Dt. Synchronstimme  |
| ---------------------------- | ----------------- | ------------------- |
| Micheline                    | Danielle Darrieux | Irmingard Schreiter |
| Pierre                       | Louis Jourdan     | Carl Ballhaus       |
| Nicolas Rougemont            | Fernand Ledoux    | Werner Pledath      |
| Vorsteherin des Waisenhauses | Gabrielle Dorziat | Lilli Schönborn     |
| Christophine                 | Suzanne Dehelly   | Gerti Ober          |
| Angèle                       | Rosine Luguet     | Irene Hübner        |

Einer Kleinstrolle lieh Wolfgang Staudte die deutsche Stimme.

## Rezeption
„Dieser französische Lustspielfilm, darin sich Henri Decoin als Drehbuchverfasser und zugleich Spielleiter ein filmoptisches und filmpsychologisches Meisterzeugnis ausstellt, ist ein Kunstwerk der tönenden Leinwand, wie wir es uns unbeschwerter, graziöser, humorvoller und dichter gefügt kaum vorstellen können. Danielle Darrieux als schüchternes und doch tändelndes Waisenhausmädchen, das, dem Anstaltszwang entflohen, allmählich zur Liebe heranreift und im Augenblick ihrer Erkenntnis davor zurückschreckt: wie rührend schön gestaltet! Unvergeßlich Fernand Ledoux als Literaturprofessor Nicolas Rougemont: wie er aus dem Zwielicht des Unheimlichen, selber unwissend, ob er dem Guten oder dem Bösen verfallen wird, schließlich in eine seelische Katharsis aufwächst, das ist eine großartige Charakterstudie. Kaum weniger glänzend Jean Tissier als nonchalant abenteuernder Geometrieprofessor. Die siegende Jugend, köstlich in der Mischung von tollem Draufgängertum und moralischer Hemmung, verkörpert Louis Jourdan sehr sympathisch.“

„Einer der sympathisch-unverfänglichen Filme, wie sie unter deutscher Besatzung in Frankreich hergestellt werden konnten.“